# Gouvernement de la Huerta
Cet article présente la composition du gouvernement mexicain sous le président Adolfo de la Huerta, il est l'ensemble des secrétaires du gouvernement républicain du Mexique. Il est ici présenté dans l'ordre protocolaire. Actuellement les membres du gouvernement exécutif du Mexique ne prennent pas le titre de ministre mais celui de secrétaire.

## Liste des secrétaires
- Secrétaire du Gouvernement du Mexique
  - (1920 - 1920) : Gilberto Valenzuela
  - (1920 - 1920) : José Inociencio Lugo
- Secrétaire des Relations Extérieures du Mexique
  - (1920 - 1920) : Miguel Covarrubias Acosta
  - (1920 - 1920) : Cutberto Hidalgo Téllez
- Secrétaire de la Guerre et de la Marine du Mexique
  - (1920 - 1920) : Plutarco Elías Calles
- Secrétaire des Finances et du Crédit Public du Mexique
  - (1920 - 1920) : Salvador Alvarado
- Secrétaire de l'Agriculture et de la Promotion du Mexique
  - (1920 - 1920) : Antonio I. Villareal
- Secrétaire des Communications et des Œuvres Publiques du Mexique
  - (1920 - 1920) : Pascual Ortiz Rubio
- Secrétaire de l'Industrie, du Commerce et du Travail du Mexique
  - (1920 - 1920) : Jacinto B. Treviño
- Procureur général de la République du Mexique
  - (1920 - 1920) : Eduardo Neri